# Vitali Loenkin
Vitali Loenkin (Moskou, ..-..-....) is een Russisch professioneel pokerspeler. Hij won onder meer het $1.500 No Limit Hold 'em-toernooi van de World Series of Poker 2008 (goed voor $629.417,- aan prijzengeld) en het $40.000 No Limit Hold'em - 40th Anniversary Event van de World Series of Poker 2009 (goed voor $1.891.018,-).
Loenkin is van oorsprong een backgammon- en renju (een professionele variant van gomoku)-speler. Hij verdiende tot en met juni 2014 meer dan $5.950.000,- in pokertoernooien, cashgames niet meegerekend..

## Wapenfeiten
Loenkin was vooral nationaal een vooraanstaande pokerspeler voor hij op de World Series of Poker 2006 voor het eerst in het prijzengeld belandde. Zijn 829de plaats in het Main Event was dat jaar goed voor $14.597,-. Toen hij twee jaar later zijn eerste WSOP-titel won, was zijn naam gevestigd. Loenkin overtrof die prestatie niettemin op de World Series of Poker 2009. Daarop haalde hij drie finaletafels. Naast het winnen van zijn tweede WSOP-toernooi, werd Loenkin dat jaar tweede in het $1.000 World Championship Pot Limit Omaha-toernooi (achter Matt Graham) en vierde in het $5.000 World Championship H.O.R.S.E.. Voor die resultaten mocht hij bedragen van $419.832,- en $368.812,- bijschrijven op zijn bankrekening. Tussen zijn twee WSOP-titels door won Loenkin ook het RUB236.800 No Limit Hold'em - Main Event van de Russian Poker Tour 2009, goed voor $436.389,-.

## WSOP-titels
| Jaar                       | Toernooi                                          | Prijs        |
| -------------------------- | ------------------------------------------------- | ------------ |
| World Series of Poker 2008 | $1.500 No Limit Hold'em                           | $629.417,-   |
| World Series of Poker 2009 | $40.000 No Limit Hold'em - 40th Anniversary Event | $1.891.018,- |